# Futaba Ito

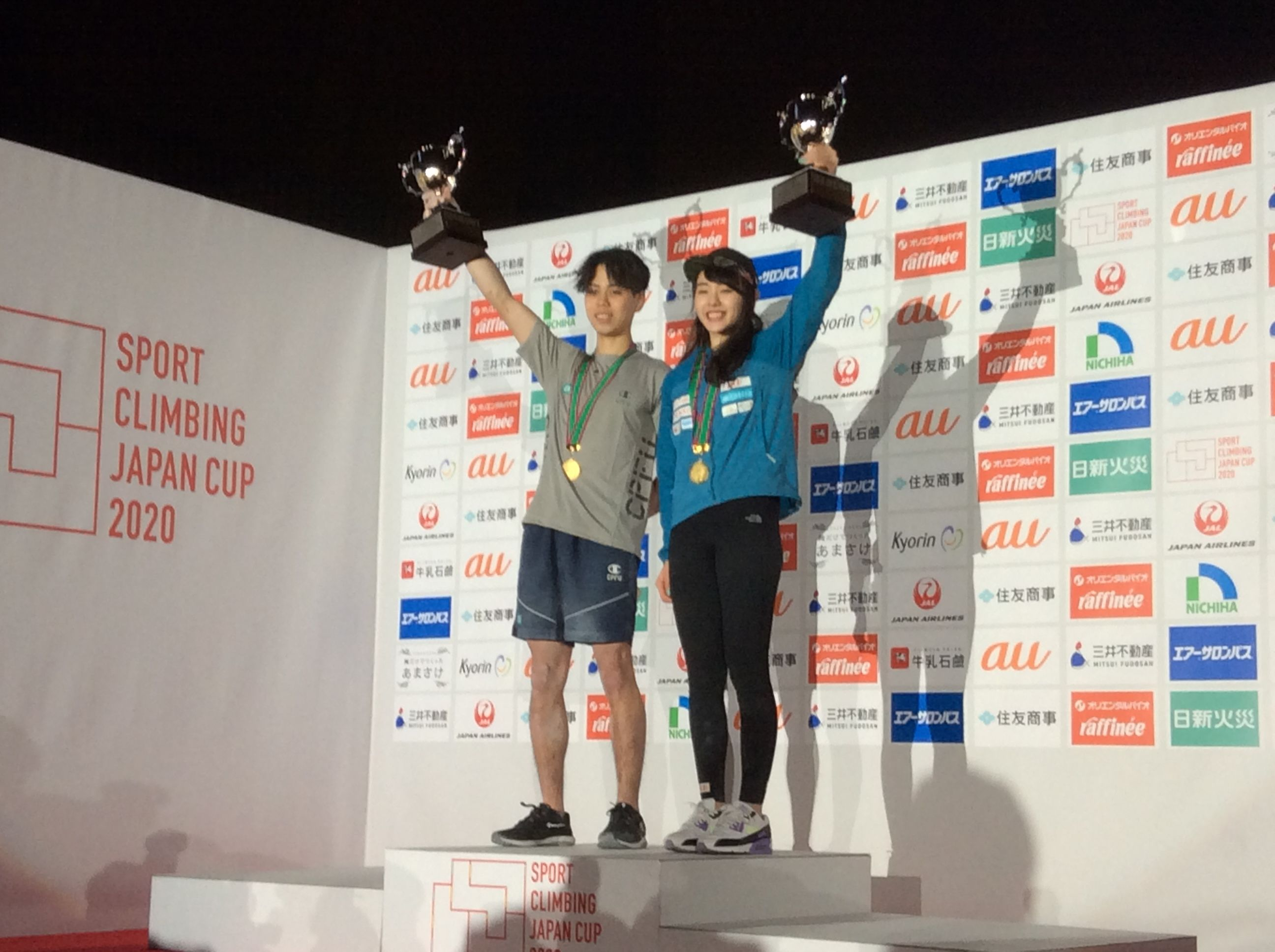
Zdobywcy Pucharu Japonii 2020 w boulderingu: Futaba Ito i Kai Harada

Futaba Ito (jap. 伊藤ふたば Ito Futaba; ur. 25 kwietnia 2002 w Morioce) – japońska wspinaczka sportowa, specjalizująca się boulderingu, prowadzeniu oraz we wspinaczce łącznej. Mistrzyni Azji we wspinaczce sportowej w konkurencji boulderingu w 2018.

## Kariera sportowa
Futaba Ito w 2018 w Kurayoshi na zawodach wspinaczkowych w wieku niespełna szesnastu lat została mistrzynią Azji we wspinaczce sportowej w boulderingu a natomiast we wspinaczce łącznej zdobyła srebrny medal.
W 2019 na mistrzostwach świata w Hachiōji, które były jednocześnie kwalifikacjami na igrzyska olimpijskie, w boulderingu zajęła 7. miejsce, a  we wspinaczce łącznej była również 7. Zajęcie tak wysokich miejsc w tym w klasyfikacji generalnej wspinaczki łącznej nie zapewniło jej kwalifikacji olimpijskich na IO 2020 w Tokio we wspinaczce sportowej, gdyż awans na igrzyska mogły uzyskać tylko dwie zawodniczki z jednego państwa (wyprzedziły ją Akiyo Noguchi, Miho Nonaka i Ai Mori).
Wystartowała w 2019 roku w Tuluzie w światowych zawodach kwalifikacyjnych, które wygrała. Wyjazd na igrzyska był wówczas jeszcze dla niej możliwy (Ai Mori była piąta na tych zawodach).

## Osiągnięcia

### Mistrzostwa świata
| Konkurencje        | 2019 |
| Bouldering         | 7    |
| Prowadzenie        | 14   |
| Wspinaczka na czas | 27   |
| Wspinaczka łączna  | 7    |

### Igrzyska azjatyckie
| Konkurencje        | 2018 1) |
| Bouldering         | (2)     |
| Prowadzenie        | (4)     |
| Wspinaczka na czas | 9 / (4) |
| Wspinaczka łączna  | 4       |

1) Kursywą w nawiasach zamieszczono miejsca, jakie uzyskała podczas igrzysk w poszczególnych konkurencjach wchodzących w skład wspinaczki łącznej.

### Mistrzostwa Azji
| Konkurencje        | 2018 |
| Bouldering         | 1    |
| Prowadzenie        | 10   |
| Wspinaczka na czas | 15   |
| Wspinaczka łączna  | 2    |